# Skagit megye
Skagit megye az Amerikai Egyesült Államokban, azon belül Washington államban található. Megyeszékhelye és legnagyobb városa Mount Vernon. Lakosainak száma 129 523 fő (2020. április 1.).

## Szomszédos megyék
- Whatcom megye (észak)
- Okanogan megye (északkelet)
- Chelan megye (délkelet)
- Snohomish megye (dél)
- Island megye (délnyugat)
- San Juan megye (északnyugat)

## Népesség
A megye népességének változása:
| Lakosok száma | 116 972 | 117 781 | 118 056 | 118 837 | 121 846 | 129 523 |
|               | 2010    | 2011    | 2012    | 2013    | 2015    | 2020    |